# Odontodes seranensis
Odontodes seranensis är en fjärilsart som beskrevs av Louis Beethoven Prout 1922. Odontodes seranensis ingår i släktet Odontodes och familjen nattflyn. Inga underarter finns listade i Catalogue of Life.